# Порто-Вальтравалья
Порто-Вальтравалья (італ. Porto Valtravaglia) — муніципалітет в Італії, у регіоні Ломбардія,  провінція Варезе.
Порто-Вальтравалья розташоване на відстані близько 550 км на північний захід від Рима, 70 км на північний захід від Мілана, 20 км на північний захід від Варезе.
Населення — 2391 особа (2014).
Щорічний фестиваль відбувається 16 серпня. Покровитель — Богородиця Небовзята.

## Демографія
Населення за роками:

Станом на 1 січня 2023 року в муніципалітеті офіційно проживало 159 іноземців з 34 країн, серед них 55 громадян країн Євросоюзу та 7 громадян України.

## Сусідні муніципалітети
- Бреццо-ді-Бедеро
- Бриссаго-Вальтравалья
- Казальцуїньо
- Кастельвеккана
- Дуно
- Гіффа
- Оджеббіо

## Галерея

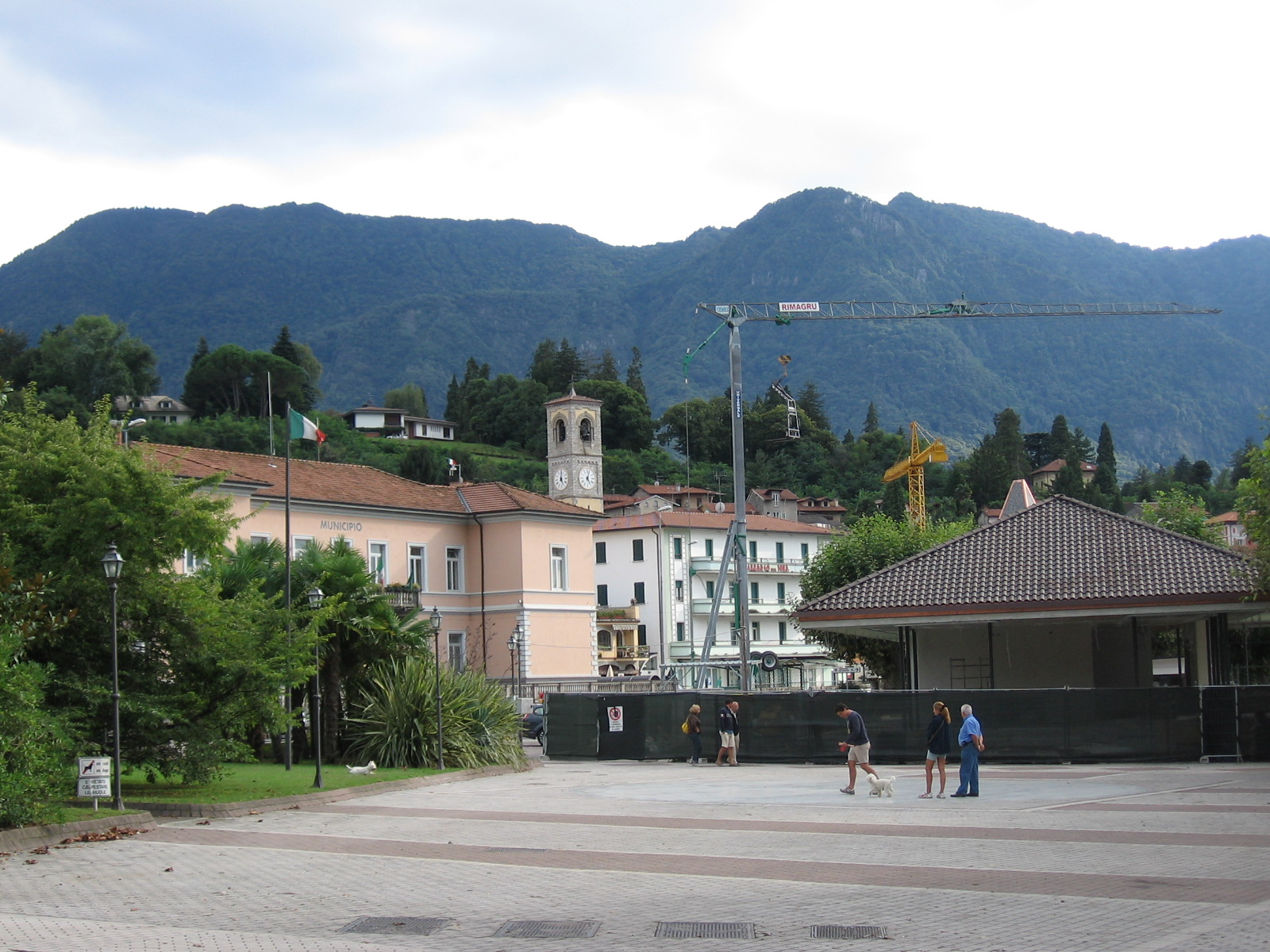
Вид на ратушу з площі Імбаркадеро
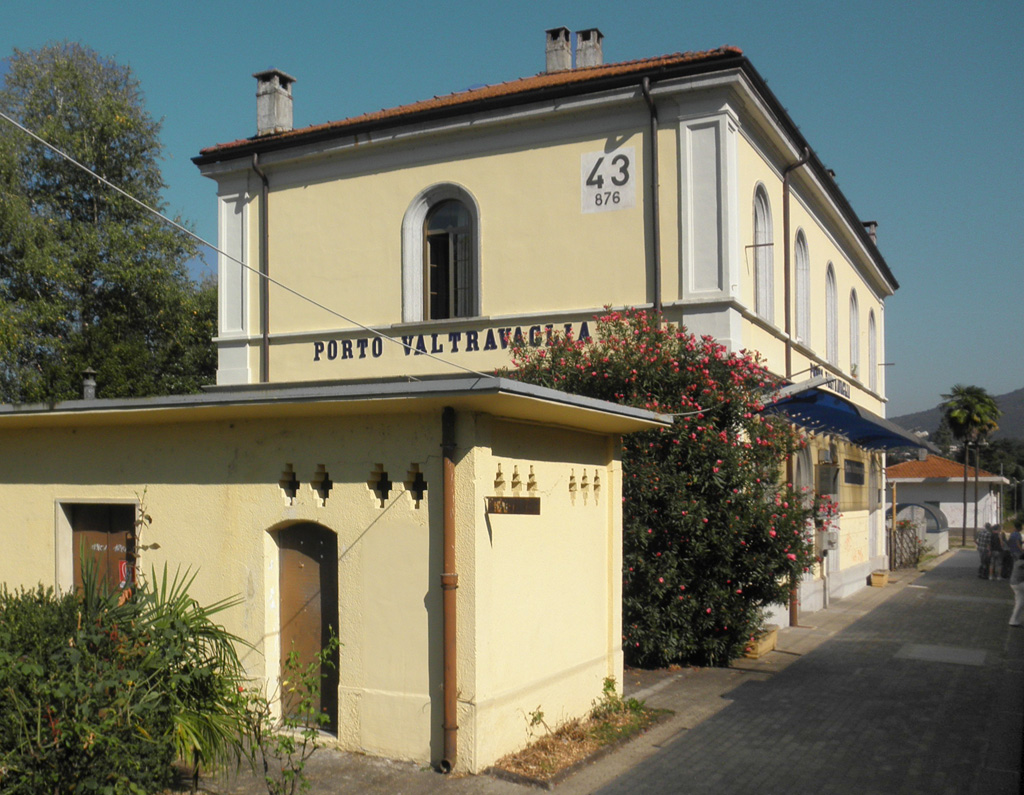
Залізнична станція
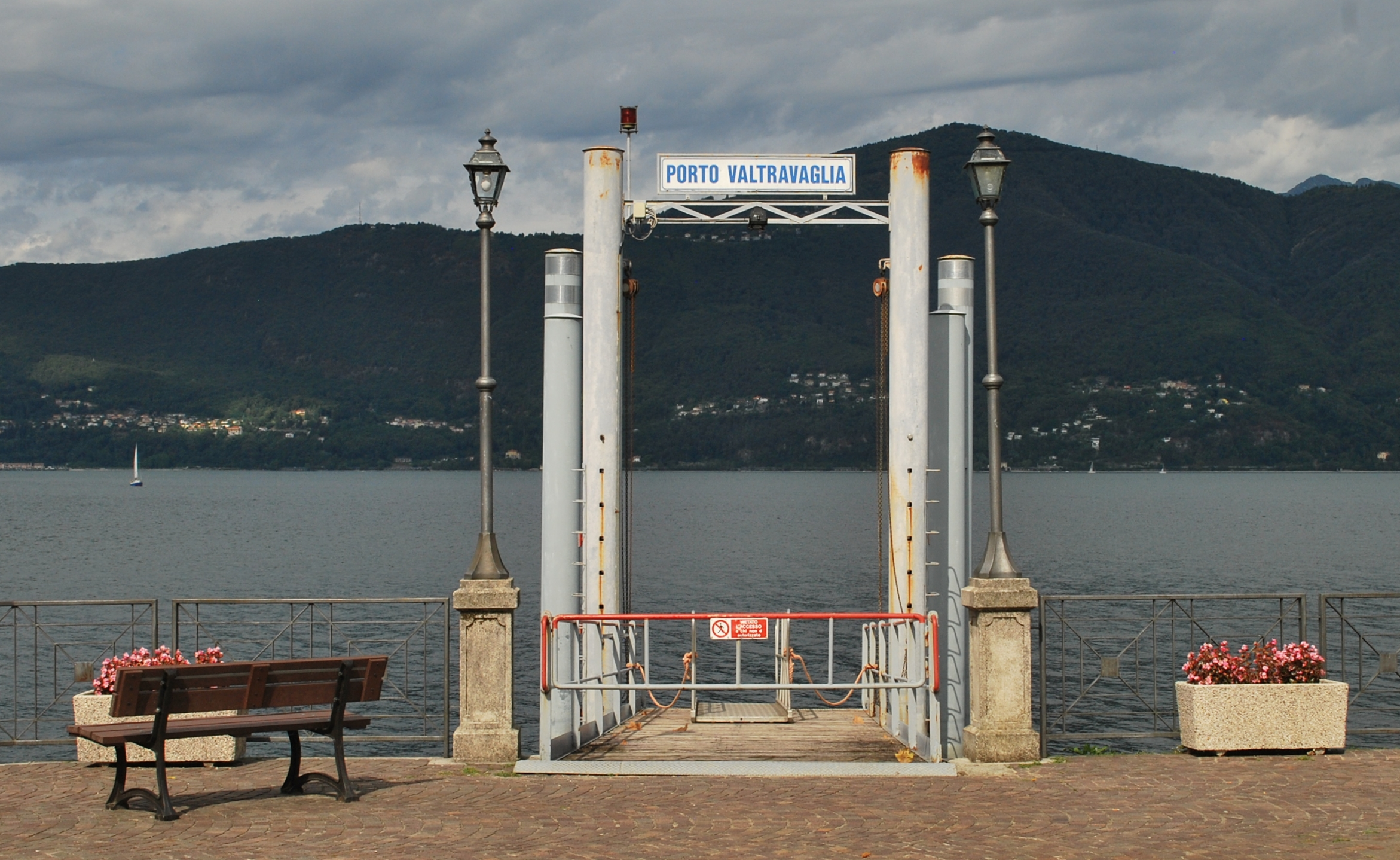
Пірс